# Та Моан Тхом
Та Муен Том — храмовый комплекс, памятник Кхмерской империи, расположенный на спорной территории, в Таиланде, провинции Сурин.

## Архитектурные особенности
Лестница из латерита ведёт к холму, на котором расположены священные здания. Они окружены галереей 45,3×37,5 метров с 4 входами: 3 из них обычные павильоны с боковыми помещениями, южные ворота (гопур) более выразительные.
В этом святилище, обращённом именно на юг (вероятно, в сторону Ангкора), хранилась естественная линга — символ Шивы. Как вариант, возможно именно она определила ориентацию храма, построенного ещё во времена правления Удаядитьявармана II.
Храм сложен из розового песчаника, включает в себя мандапу с портиком, вестибюль и целлу, открытую со всех сторон.
Две второстепенные башни стоят в северо-восточно и западном углах. К западу и востоку от главного святилища стоят ещё два латеритовых строения: одно квадратное, другое прямоугольное.

## Загадочная особенность
Особенность этого храмового комплекса — длинный латеритовый жёлоб, тянущийся вдоль всей платформы храма, начинающийся от целлы и входящий в ограду комплекса. Есть предположение, что это сомасутра.
Есть гипотеза, что храмовый комплекс находился у одной из семи королевских дорог Джаявармана VII.

## Современная история
Во времена длительной оккупации «красными кхмерами» он сильно пострадал от рук вандалов, почти все статуи были вывезены контрабандистами в Таиланд.
В ночь на 24 июля 2025 года около храма произошёл Камбоджийско-тайский пограничный конфликт. По данным Камбоджи, рано утром тайские силы, нарушив договорённости, поднялись к храму и установили колючую проволоку у основания храма. По словам представителя армии Таиланда, камбоджийские войска открыли огонь, после чего были ранены двое тайских солдат. Камбоджа применила различные виды оружия, включая ракетные установки.